# آرپات آوانسیان
آرپات مانجانی آوانسیان (ارمنی: Արպատ Սանջանի Ավանեսյան؛ زادهٔ ۲ ژوئن ۱۹۴۴) فیزیک‌دان، قانون‌گذار اهل جمهوری آرتساخ است که پیشتر رئیس دانشگاه دولتی جمهوری آرتساخ بود. آوانسیان نماینده دوره ششم مجلس ملی جمهوری آرتساخ بود. آوانسیان یکی از بنیانگذاران حزب وطن آزاد می‌باشد.

## زندگی‌نامه
وی در ۲ ژوئن ۱۹۴۴ در نرکین چارتار به دنیا آمد و در سال ۱۹۶۶ از دانشگاه دولتی ایروان فارغ‌التحصیل شد. همچنین برندهٔ جوایزی همچون مدال موسس خورناتسی شده‌است. وی متأهل است و سه فرزند دارد.